# Valera
Valera is een gemeente in de Venezolaanse staat Trujillo. De gemeente telt 146.000 inwoners. De hoofdplaats is Valera.

## Geboren
- José Antonio Abreu (1939-2018), econoom, politicus en klassiek musicus
- Leonardo González (1972), voetballer
- Wilker Ángel (1993), voetballer